# Showgirls
Showgirls – film fabularny produkcji amerykańskiej z 1995 roku, wyreżyserowany przez Paula Verhoevena. Twórcy promowali go sloganem reklamowym Najbardziej kontrowersyjny film roku jest tutaj. W głównej roli wystąpiła Elizabeth Berkley.

## Obsada
- Elizabeth Berkley jako Nomi Malone
- Kyle MacLachlan jako Zack Carey
- Gina Gershon jako Cristal Connors
- Glenn Plummer jako James Smith
- Robert Davi jako Al Torres
- Gina Ravera jako Molly Abrams
- Alan Rachins jako Tony Moss
- Lin Tucci(inne języki) jako Henrietta „Mama” Bazoom
- Patrick Bristow jako Marty Jacobsen
- Michelle Johnston jako Gay Carpenter
- Greg Travis(inne języki) jako Phil Newkirk
- William Shockley jako Andrew Carver
- Rena Riffel(inne języki) jako Penny/Hoper
- Matt Battaglia jako ochroniarz Andrew Carvera
- Bobbie Phillips jako Dee

## Opis fabuły
Piękna Nomi Malone, dziewczyna z nieciekawymi doświadczeniami, podróżuje autostopem drogą wiodącą do Las Vegas. Pragnie zapomnieć o przeszłości i kłopotach oraz chce zrobić karierę jako tancerka. Podwożący ją młody kierowca obiecuje pomóc w znalezieniu pracy, a tymczasem znika z jej walizką. Zdesperowana dziewczyna poznaje przypadkowo uczynną Molly Abrams, która udziela jej schronienia w przyczepie. Dzięki serdecznej przyjaciółce, Nomi otrzymuje pracę tancerki erotycznej w placówce o nazwie „Cheetah Club”. Ambitna i utalentowana dziewczyna pragnie zostać gwiazdą wielkiej rewii w najsłynniejszym klubie w Las Vegas, „Stardust”. Bezwzględny świat show-biznesu okazuje się jednak nie takim, o jakim myślała.

## Odbiór
Film spotkał się ze skrajnie negatywnymi ocenami krytyków. W 1996 roku podczas festiwalu filmowego Dallas-Fort Worth Film Critics Association Awards Showgirls został okrzyknięty „najgorszym filmem”. Tego samego roku został laureatem siedmiu antynagród Złotej Maliny w kategoriach najgorsza aktorka, najgorsza nowa gwiazda (w obydwu kategoriach nagrodę przyznano Elizabeth Berkley), najgorszy reżyser (Verhoeven), najgorszy utwór przewodni (David A. Stewart i Terry Hall za „Walk into the Wind”), najgorszy scenariusz (Eszterhas), najgorszy film (Marshall i Evans) oraz absurdalnie w kategorii najgorszy duet ekranowy. Film nominowano także do Złotej Maliny za rolę Kyle’a MacLachlana, role dwóch aktorów i dwóch aktorek drugoplanowych oraz jako najgorszy remake lub sequel. Podczas ceremonii przyznania Złotych Malin film porażkę odniósł jeszcze w 2000 roku, gdy został mu przyznany tytuł „najgorszego filmu dekady”, oraz w roku 2005, kiedy to był nominowany w kategorii najgorszy dramat dwudziestopięciolecia. Z nielicznych dobrych opinii na temat filmu, był on w 2005 roku nominowany do Golden Satellite Award za najlepsze wydanie DVD. W filmie z 1998 roku Burn Hollywood Burn, wyprodukowanym przez scenarzystę Joego Eszterhasa, pada określenie, iż film Showgirls jest „bardzo zły”. Sam reżyser Paul Verhoeven podchodzi do negatywnego sukcesu swojego projektu z dystansem; pojawił się nawet na ceremonii przyznania Złotych Malin i jako pierwszy z wyróżnionych odebrał swój laur.
Scena stosunku płciowego odbywanego przez bohaterów kreowanych przez Elizabeth Berkley i Kyle’a MacLachlana została uznana przez magazyn Empire za jedną z najgorszych scen erotycznych w historii kina.
Budżet filmu wynosił czterdzieści pięć milionów dolarów. Po pierwszym weekendzie wyświetlania w kinach, zyski z biletów przekroczyły osiem milionów dolarów. Ogólnie w Stanach Zjednoczonych film zarobił ponad dwadzieścia milionów dolarów.
Film został zakazany w Iranie, Irlandii i Malezji.

## Produkcja
Do głównej roli przymierzała się również Jenny McCarthy i była blisko jej otrzymania, lecz okazało się, że nie potrafi tańczyć.
Plakat do filmu jest przeróbką zdjęcia wykonanego przez słowackiego fotografa Tono Stano.